# ناصرآباد (مقاطعة تشرام)
ناصرآباد (بالفارسية: ناصرآباد) هي قرية تقع في قسم بشتة ذيلايي الريفي (مقاطعة تشرام) في إيران. يقدر عدد سكانها بـ 21 نسمة بحسب إحصاء 2016.